# Pietà von Dobrin

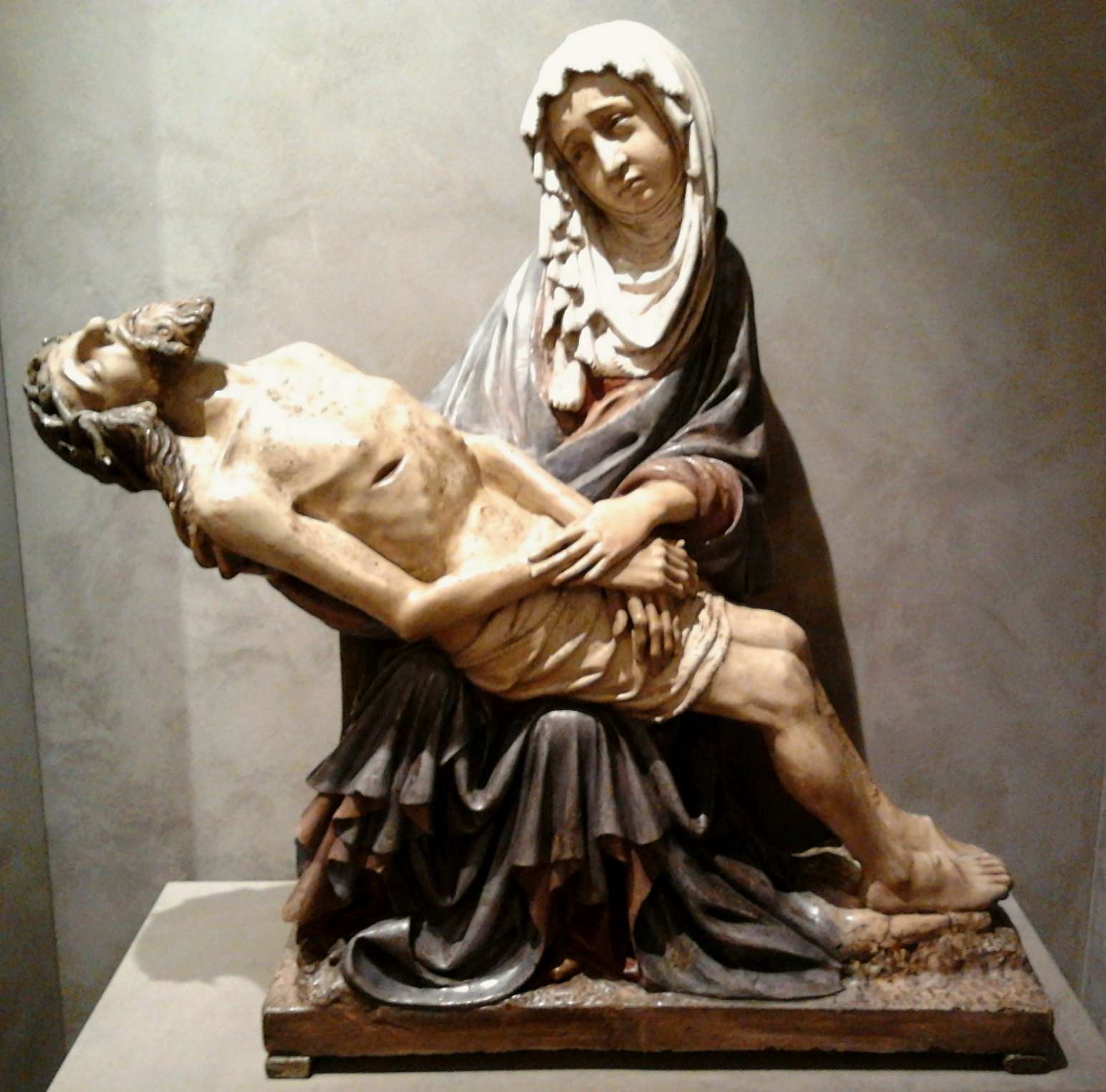
Dobriner Pietà

Die Dobriner Pietà (polnisch Pietà z Drobina) ist eine gotische Pietà aus der Kirche in Drobin. 

## Beschreibung
Die Dobriner Pietà zählt zu den künstlerisch wertvollsten vollplastischen Darstellungen von Maria mit dem toten Jesus, die um die Wende vom 14. zum 15. Jahrhundert entstanden sind. Die Skulptur aus Lindenholz ist 53 cm hoch und farbig gefasst. Sie repräsentiert den Weichen Stil (auch internationale Gotik), eine während der mitteleuropäischen Gotik entstandene Stilrichtung. Der Künstler ist namentlich nicht bekannt, es wird vermutet, dass er aus Schlesien kam und die Pietà um 1430 schuf. Die Pietà befand sich in Dobrin und wird derzeit im Diözesanmuseum Płock ausgestellt.